# Hans-Ulrich Nichau
Hans-Ulrich Nichau (* 18. Februar 1925 in Hohenfürst, Ostpreußen; † 29. August 1971 in Blaibach, Oberpfalz) war ein Übersetzer, Schriftsteller und Autor von Hör- und Fernsehspielen.

## Leben und Werk
Hans-Ulrich Nichau wurde auf einem Bauernhof im ostpreußischen Kreis Heiligenbeil geboren. In Heiligenbeil (heute russisch Mamonowo) besuchte er die Mittelschule, diente im Krieg in der Armee und wurde nach einem Jahr aus Kriegsgefangenschaft entlassen. Nichau übte unterschiedliche Berufe aus, verfasste mehrere hundert Kurzgeschichten für das Ostpreußenblatt und andere deutsche Zeitungen, und schrieb Erzählungen und Gedichte. Im Jahre 1962 machte er sich als Schriftsteller selbständig. Bis 1965 lebte er in Bochum im Ruhrgebiet, und danach in Oberstdorf bei Kempten im Allgäu.
Nichau machte sich besonders durch die Übersetzung von über hundert Romanen aus dem Englischen ins Deutsche einen Namen. Zu seinen Erzählungen gehören Das Gespenst mit dem Schlapphut, Die Expedition, und Der Sieger. Hörspiele u. a. Rund um den Hund, Wo ist Prokrustes? und Puppenspiele, Fernsehspiel: Der Mann im Schrank.